# De Horst (Echt)
De Horst is de naam van een monumentale boerderij en een voormalig kasteel ten zuiden van het Nederlandse dorp Echt, provincie Limburg.

## Geschiedenis
Aan de rand van het moerasgebied De Doort werden in de middeleeuwen op een hoger gelegen locatie (een zogenaamde horst) het hof en het kasteel De Horst gebouwd. Het kasteel lag langs een rivierbedding, waardoor de slotgracht van water voorzien kon worden. De hof was een boerderij en lag even verderop.
De oudste vermelding van De Horst dateert uit 1449: Diederik van der Horst werd met ‘den Hoff ter Horst’ beleend na het overlijden van zijn vader. De Horst was toen een leen van het hertogdom Gelre. Zelf overleed Diederik in 1457. Zijn kinderen waren nog minderjarig, dus het duurde tot 1474 voordat zijn zoon Lodewijk met De Horst werd beleend.
De Horst lag in het grensgebied van Gelre en het hertogdom Gulik. Zowel de hertog van Gulik als keizer Maximiliaan hebben De Horst in de 15e en 16e eeuw enkele malen geplunderd en in brand gestoken.
De familie Van der Horst bleef tot 1642 in bezit van het kasteel. In dat jaar trouwde Elisabeth van der Horst met Franz Heinrich von Spee. Toen hun dochter Anna twintig jaar later huwde met Hans Willem von Holthausen, kwam De Horst terecht bij zijn familie. Zij zouden tot in de 19e eeuw eigenaar van het kasteel blijven en waren in 1801 verantwoordelijk voor de bouw van de huidige boerderij. Nadat Justinus Emmanuel von Holthausen in 1839 was overleden, kwam het goed in handen van de advocaat Van Malbracht. Hij zal de laatste resten van het kasteel hebben afgebroken.
Begin 20e eeuw kwam De Horst in eigendom van de familie Geradts. Zij woonden niet zelf op het goed, maar verpachtten het aan de familie Peeters. De boerderij De Horst was tijdens de Tweede Wereldoorlog een onderduikadres voor geallieerde piloten.
In 1973 kocht de familie Peeters de boerderij aan. Hun erfgenamen verkochten het goed weer in 1994.

## Beschrijving
Het is niet bekend hoe het middeleeuwse kasteel De Horst er heeft uit gezien. Het is vermoedelijk in de 14e eeuw gebouwd, maar of het toen ook al een verdedigbaar bouwwerk was, is niet duidelijk. Gezien de ligging in een grensgebied en het feit dat adellijke families op het goed woonden, is het wel aannemelijk dat er al vroeg sprake was van een verdedigbaar huis.
Kaarten uit de 19e eeuw laten zien dat het omgrachte kasteel De Horst bestond uit een aantal gebouwen rondom een binnenplaats, waarvan het zuidoostelijke gebouw het eigenlijke woonhuis betrof. Aan de oostzijde was de toegang tot het kasteel gesitueerd, die via een oprijlaan met tamme kastanjes werd bereikt. Het complex had een afmeting van circa 65 bij 70 meter. Buiten het kasteel lagen een rechthoekige, in vakken verdeelde tuin en een boomgaard met tamme kastanjes. Een deel van de kasteelgebouwen lijkt tussen 1815 en 1828 te zijn afgebroken, terwijl de in 1801 gebouwde boerderij in die periode juist werd uitgebreid.
Op een kaart uit 1843 is te zien dat het kasteel in de tussenliggende jaren moet zijn afgebroken. Op de plek van de voormalige kasteellocatie is in 1865 een spoorlijn aangelegd.

### Boerderij
De huidige boerderij De Horst is in 1801 aan de oostzijde van het kasteel gebouwd door de familie Von Holthausen. Aanvankelijk bestond het uit een woonhuis met twee haaks geplaatste bedrijfsgedeeltes. Met de toevoeging van extra bouwdelen tussen 1815 en 1828 ontstond er een gesloten hoeve. In de jaren 70 van de 20e eeuw werden de dienstgebouwen gemoderniseerd.
De boerderij is een rijksmonument. De oprijlaan wordt geflankeerd door tamme kastanjes.
Aerwinkel · Kasteel Afferden · Aldt Huys · Aldenborgh · Kasteel Aldenghoor · Aldenhoven · Alte Burg · Kasteel Amstenrade · Slot Annendael · Kasteel Arcen · Baersdonck · Bakvliet · Baronsberg · Baxhof · Beegden ·  Benzenrade · Kasteel De Berckt · Kasteel Bethlehem · Beusdaelshof · Binsfeld · Huis Blankenberg · Kasteel Bleijenbeek · Blitterswijck · Boerlo · Bolberg · Bollenberg · Kasteel De Bongard · Borggraaf · Kasteel d'Erp · Kasteel Borggraaf · Kasteel Borgharen · Kasteel Born · Huis Bree · Breust · Kasteel Broekhuizen · Broekhuizen · Gracht Burggraaf · Kasteel De Burght · Kasteel Cartils · Cloppenburg (Oost-Maarland) · Kasteel Cortenbach · Huis De Dael · Dammerscheid · Kasteel De Bockenhof · De Donck (Sevenum) · De Donck (Swolgen) · De Dorth ·  Huis ten Dijcken · Kasteel Doenrade · De Doom · Douve · Douvenrade · De Dries · Kasteel Erenstein · Kasteel Eijsden · Eijsden · Einrade · Kasteel Elsloo · Ensenbroek · Eperhuis · Etzenraderhuuske · Exaten · Kasteel Eijckholt · Kasteel Eyckholt · Eys · Gastendonck · Kasteel Genbroek · Gebroken Slot · Kasteel Geijsteren · Kasteel Op Genhoes · Kasteel Genhoes · Genneperhuis · Kasteel Het Geudje · Kasteel Geulle · Kasteel Geusselt · Geijsteren · Gen Heck · Ghoor · Kasteel Goedenraad · Kasteel Grasbroek · Kasteel Groenendaal · Groethof · Groot Paarlo · Kasteel van Gronsveld · De Gun ·Kasteel Haeren · Kasteel Den Halder · Heerlaer · Heeze · Heijen · 's-Herenanstel · Kasteel Hillenraad · Kasteel Hoensbroek · Hoenshuis · Holstrate · Holtmühle · Huize Holtum · Kasteel Horn · De Horst · Huys ter Horst · Ten Hove (Grathem) · Ten Hove (Panningen) · Huis Brias · Huis Darth ·  Kasteel Hurpesch · Kasteel Sint-Jansgeleen · Kasteel Jerusalem · Kasteel Kaldenbroek · Den Kamp · Kasteel Karsveld · Kasteel Keverberg · Klein Paarlo · Klimmender Huuske · De Kolck · Koppelberg · Laar · Landsfort · Kasteel Lemiers · Kasteelruïne Lichtenberg · Kasteel Limbricht · Lonesteyn · Huize Lovendael · Mazenburg · Kasteel van Meerlo · Kasteel Meerssenhoven · Meezenbroek · Kasteel van Mheer · Middelaar · Kasteel Millen · Kasteel Montfort · Movert · Mulrode · De Munt · Château Neercanne · Kasteel Neubourg · Nienghoor · Huis Nierhoven · Kasteel Nieuwenbroeck · Nije Huys · Kasteel Nijenborgh · Kasteel Nijswiller · Nijthuysen · Kasteel Obbicht · Oedenrade · Kasteel Ooijen · Kasteel Oost (Valkenburg) · Kasteel Oost (Oost-Maarland) · Kasteel Ouborg · Overen · Kasteel Passarts-Nieuwenhagen · Prickenis · Prinsenhof · Puth · De Putting · Raath · De Raay · Ravenhof · Kasteel Reijmersbeek · Kasteel van Rijckholt · Kasteel Rivieren · Rodenbroek · Rosendaal · Kasteel Schaesberg · Kasteel Schaloen · Te Scharen · Schenkenburg · Kasteel Scheres · De Spijker (Geijsteren) · De Spijker (Leeuwen) · Huis Severen · Sibberhuuske · Château St. Gerlach · Spraland · Huis De Spyker · Huize Stalberg · Stalberg (Wellerlooi) · De Steeg · Kasteel Stein · Steinhagen · Steenen Huis · Stoel van Swentibold · Strijthagen (Landgraaf) · Strijthagen (Welten) · Struyver · Kasteel Terborgh · Terlinden (Wijnandsrade) · Terveurdt · Ter Weyer · Kasteel Ter Worm · De Tombe · Huis De Torentjes · Triest · Trippaert · Kasteel Vaalsbroek · Kasteel Vaeshartelt · Valkenburg · Vliek · De Vroenhof · Vrijburg · Kasteel Wambach · Warenberg · Well · Weyershof ·  Wijlre · Kasteel Wijnandsrade · Wijnandsrade · Wijnantshof · Wissegracht · Huize Witham · Kasteel Wittem · Wolfrath · Wylre